# Vela als Jocs Olímpics d'Estiu de 1900 - 3 a 10 tones
La competició de vela de 3 a 10 tones va ser una de les proves de vela dels Jocs Olímpics de París de 1900. Aquesta fou la segona categoria més pesada de totes les disputades en aquestes olimpíades. Es van disputar dues curses, sent sols reconeguda pel Comitè Olímpic Internacional la segona d'elles, disputada el 25 de maig de 1900, amb la presència de 16 mariners repartits en 8 embarcacions de 4 nacions diferents.

## Medallistes
| Or                                                      | Plata                                                                              | Bronze                |
| Bona Fide Edward Hore · Harry Jefferson · Howard Taylor | Gitana A. Dubois · J. Dubois · Maurice Gufflet · Robert Gufflet · Charles Guiraist | Frimousse H. MacHenry |

## Resultats
Els handicaps s'afegeixen al temps real de cada vaixell per tal de donar un temps ajustat real, però no afecten el resultat final de la cursa. El vaixell Fémur, guanyador de la primera de les curses, no acceptada pel Comitè Olímpic Internacional, no va prendre part en aquesta cursa. Al mateix temps, el vaixell Bona Fide, vencedor d'aquesta cursa, no havia pres part a la primera cursa.
| Posició | Embarcació | Mariners                                                            | Nació         | Temps      | Handicap | Total      |
| ------- | ---------- | ------------------------------------------------------------------- | ------------- | ---------- | -------- | ---------- |
| Or      | Bona Fide  | Edward Hore Harry Jefferson Howard Taylor                           | Regne Unit    | 3h 35' 12" | 39' 46"  | 4h 14' 58" |
| Plata   | Gitana     | A. Dubois J. Dubois Maurice Gufflet Robert Gufflet Charles Guiraist | França        | 4h 01' 34" | 34' 10v  | 4h 35' 44" |
| Bronze  | Frimousse  | H. MacHenry                                                         | Estats Units  | 4h 04' 39" | 34' 10"  | 4h 38' 49" |
| 4       | Mascotte   | Christoffel Hooijkaas Henricus Smulders Arie van der Velden         | Països Baixos | 4h 09' 29" | 37' 07"  | 4h 46' 36" |
| 5       | Mascaret   | Leroy                                                               | França        | 4h 34' 41" | 34' 10"  | 5h 08' 51" |
| 6       | Marsouin   | Mousette                                                            | França        | 4h 42' 17" | 34' 33"  | 5h 16' 50" |
| 7       | Pirouette  | William Martin                                                      | França        | 4h 49' 05" | 41' 02"  | 5h 30' 07" |
| —       | Turquoise  | E. Michelet                                                         | França        | DQ         | DQ       | DQ         |

DQ: desqualificat